# Список серий аниме One Piece (серии 62—130)
Здесь представлен список серий 62—130 аниме One Piece, их краткое содержание, даты выхода на родине и в России, а также главы манги, по которым они сняты. Сезон делится на сюжетные арки — фрагменты сериала, объединённые общим сюжетом. Некоторые сюжетные арки являются экранизацией событий манги, изображённых на обложках различных глав.

## Список серий

### Исполинский кит Лабун
| 062 | Первая преграда? Исполинский кит Лабун «Сайсё но торидэ? Кёдай кудзира Рабун аравару» (最初の砦？巨大クジラ・ラブーン現る)                       | 102, 103      | 21 марта 2001 года | 14 мая 2013 года |
| Спускаясь вниз с горы Реверс-Маунтин, Пираты Соломенной шляпы видят большую преграду. Преграда оказывается исполинским китом. Так как в процессе повреждается нос корабля, Луффи со злости бьёт кита в глаз, и тот заглатывает «Гоинг Мерри», при этом Луффи успевает выскочить из пасти кита и добраться до его спины. Кит опускается под воду, но Луффи находит у кита на спине люк, куда он и спускается. Тем временем Зоро, Нами, Усопп и Санджи оказываются в животе у кита, который разрисован под настоящее море. Там они встречают бывшего судового врача по имени Крокус, который много лет живёт вместе с этим китом по имени Лабун. Люк приводит Луффи в тоннель, где он встречает двух странных типов: парня мистера Найна и девушку мисс Венсдей. Как выясняется, они хотят убить Лабуна, чтобы доставить его мясо в свой родной город, но Пираты Соломенной шляпы ловят и нейтрализуют их. Тоннели и люки Крокус построил внутри Лабуна, чтобы ему было проще лечить кита. | |               |                    |                  |
| 063 | Мужской договор! Луффи и кит клянутся встретиться снова «Отоко но якусоку! Руфи то кудзира сайкай но тикай» (男の約束！ルフィとクジラ再開の誓い) | 103, 104, 105 | 21 марта 2001 года | 15 мая 2013 года |
| Крокус рассказывает историю Лабуна. За 50 лет до действия сериала Лабун путешествовал с пиратской командой. Островные киты, которым является Лабун, являются самыми большими китами в мире и происходят из Вест-Блу. Команда некоторое время жила у Реверс-Маунтин, а затем уплыла, оставив Лабуна у горы, чтобы он не подвергал себя опасности на непредсказуемом Гранд-Лайн. С тех пор Лабун их ждёт, и он ждёт их до сих пор. Когда Крокус узнал, что эти пираты не вернутся, он сказал это Лабуну, но тот отказался верить и начал таранить головой Ред-Лайн, чтобы прорваться к своим друзьям, поэтому у него вся голова в шрамах. Луффи, недолго думая, бьёт Лабуна прямо по ране, и, когда Лабун на него нападает, Луффи объявляет ничью и предлагает ему заключить уговор: когда они вернутся, Луффи и Лабун снова сразятся. Чтобы Лабун не забыл о своём обещании, Луффи рисует ему на лбу гигантский Весёлый Роджер Пиратов Соломенной шляпы, и говорит ему, чтобы он не бился головой о Ред-Лайн и не стёр его, пока он не вернётся. Крокус отдаёт Нами лог-пос, единственный компас, пригодный для навигации на Гранд-Лайн, а мисс Венсдей и мистер Найн, потеряв свой лог-пос, вынуждены просить помощи у Луффи, чтобы он доставил их в их город, Виски-Пик. | |               |                    |                  |

### Виски-Пик
| 064 | Город, где приветствуют пиратов? Прибытие в Виски-Пик «Кайдзоку кангэй но мати? Уйсуки пику дзёрику» (海賊歓迎の町？ウイスキーピーク上陸)           | 106, 107      | 15 апреля 2001 года | 16 мая 2013 года |
| Пираты Соломенной шляпы прибывают к Виски-Пик. Мистер Найн и мисс Венсдей прыгают в воду со словами, что дальше и сами могут пойти. Нами говорит, что невозможно отправиться на следующий остров, пока стрелка лог-поса не настроится на этот, и поэтому друзья решают сойти на берег. В городе пиратов встречают, как дорогих гостей. Жители Виски-Пик во главе с Игарамом кормят и поят пиратов до тех пор, пока они не уснут. Затем оказывается, что Зоро не засыпал, и что он сразу понял правду о Виски-Пик: этот город живёт за счёт того, что его жители заманивают к себе пиратов пиршествами, а затем убивают и грабят их. | |               |                     |                  |
| 065 | Стиль трёх мечей! Зоро против «Барок Воркс»! «Сакурэцу санторю! Дзоро VS Барокку Вакусу» (炸裂三刀流！ゾロVSバロックワークス)                       | 107—110       | 15 апреля 2001 года | 17 мая 2013 года |
| Зоро говорит, что охотники на пиратов с Виски-Пик, заманившие его команду в ловушку, принадлежат к тайной организации «Барок Воркс». Зоро с лёгкостью побеждает множество жителей Виски-Пика, а также мисс Мандэй, Игарама, мисс Венсдей и мистера Найна. Появляются ещё два члена «Барок Воркс», мисс Валентайн и мистер Файв. По их словам, что босс «Барок Воркс» выяснил, что среди её членов есть предатель, выяснивший его секреты. Этими людьми оказываются Игарам и Мисс Венсдей, настоящее имя которой — Нефертари Виви, принцесса королевства Алабасты. | |               |                     |                  |
| 066 | Дуэль! Луффи против Зоро. Драка непонятно из-за чего «Синкэн сёбу! Руфи VS Дзоро надзо но дайкэтто!» (真剣勝負！ルフィVSゾロ謎の大決闘！)           | 110, 111, 112 | 22 апреля 2001 года | 20 мая 2013 года |
| Игарам, как капитан королевской стражи Алабасты, умоляет Зоро защитить принцессу Виви. Появляется Нами, которая, как оказалось, с самого начала не доверяла жителям Виски-Пик, и принимает предложение Игарама за огромную сумму денег. Виви убегает на своей ездовой птице по имени Кару, а мисс Мандэй, мистер Найн и Игарам пытаются сразиться с мистером Файвом и мисс Валентайн, чтобы защитить принцессу, но терпят поражение. Нами выслушивает Игарама и узнаёт, что «Барок Воркс» — тайная преступная организация, где никто из агентов не знает, кем является их босс. Организация промышляет шпионажем и убийствами. Цель организации — создание идеального государства, а агентам были обещаны высокие посты в нём. Мистер Файв и мисс Валентайн настигают Виви, но её защищает Зоро. Приходит Луффи и, обвинив Зоро в том, что он перебил всех жителей Виски-Пик, которые хорошо их накормили, начинает с ним драться. Зоро пытается образумить Луффи, но у него не остаётся другого выбора, кроме как сразиться с ним. Мистер Файв и мисс Валентайн решают воспользоваться ситуацией и убить их обоих, но Луффи и Зоро вместе избивают их, а затем продолжают бой. | |               |                     |                  |
| 067 | Доставить принцессу на родину: команда Луффи снимается с якоря «Одзё биби о тодокэру! Руфи кайдзоку-дан сюкко» (王女ビビを届けろ！ルフィ海賊団出航) | 113, 114      | 29 апреля 2001 года | 21 мая 2013 года |
| Стычку между Зоро и Луффи прерывает Нами. Виви рассказывает им об истинной цели «Барок Воркс» — захватить её королевство Алабасту, и что её босс — не кто иной, как Крокодайл, один из семи Великих корсаров. «Барок Воркс» устроило гражданскую войну в Алабасте, чтобы потом, воспользовавшись положением страны, захватить в ней власть, поэтому Нами теряет надежду получить награду, но Луффи соглашается довезти Виви до Алабасты бесплатно. Игарам отплывает на корабле, чтобы отвлечь внимание шпионов «Барок Воркс» на себя, но его корабль взрывается. Команда Соломенной шляпы отчаливает от Виски-Пик и плывёт к следующему острову. По пути к их кораблю причаливает мисс Олл-Сандей, правая рука Крокодайла в «Барок Воркс». Она предлагает Луффи более быстрый и безопасный маршрут к Алабасте, но тот наотрез отказывается её слушать, после чего она уплывает на своей черепахе. «Гоинг Мерри» плывёт в сторону острова Литл-Гарден. | |               |                     |                  |

### Приключения Коби-Меппо в Морском Дозоре
| 068 | Не сдавайся, Коби! Приключения Коби-Меппо в Морском Дозоре «Гамбарэ Коби:! Коби-Мэппо кайгун фунто ки» (頑張れコビー！コビメッポ海軍奮闘記) | Обложки глав 83—113  | 13 мая 2001 года | 22 мая 2013 года |
| Пока Луффи и его команда плывут в Алабасту, Коби и Хельмеппо работают в Морском дозоре уборщиками. Коби постоянно просит Хельмеппо забыть о своём прошлом и начать новую жизнь, постоянно вспоминая слова Луффи о том, что к мечтам нужно стремиться, но Хельмеппо не испытывает особого энтузиазма. В один день Коби и Хельмеппо приставили к кораблю, который должен перевести бывшего каперанга Моргана в Штаб Морского дозора. На корабль прибывает вице-адмирал Гарп, но Морган, воспользовавшись моментом, атакует его, берёт Хельмеппо в заложники и сбегает. Коби, желая спасти своего друга Хельмеппо, следует за ним, и вместе с Хельмеппо пытается оказать сопротивление Моргану, но тот лишь бросает их в море, а сам уплывает на лодке. Вице-адмирал Гарп решает лично тренировать Коби и Хельмеппо. | |                      |                  |                  |
| 069 | Упрямство Коби-Меппо, уроки Гарпа «Коби-Мэппо но кэцуй! Га:пу тюдзё но оя гокоро» (コビメッポの決意！ガープ中将の親心)                      | Обложки глав 113—119 | 20 мая 2001 года | 23 мая 2013 года |
| Гарп везёт Коби и Хельмеппо в Штаб Морского дозора, чтобы начать их тренировать. Вдохновившись примером Луффи, идущего к своей мечте, Коби и Хельмеппо начинают упорные тренировки. Гарп отмечает, что знает о дружбе Коби и Луффи, и говорит, что дружба дозорного и пирата недопустима. Затем Гарп просит Коби и Хельмеппо сразиться с ним, но те терпят поражение. Позже вице-адмирал объясняет, что просто проверял их силу духа, и говорит, что будет их тренировать дальше, а факт дружбы Луффи и Коби Гарп обещает замять. | |                      |                  |                  |

### Литл-Гарден
| 070 | Тени, что притаились на древнем острове Литл-Гарден «Тайко но сима! Ритору Гадэн ни хисому кагэ» (太古の島！リトルガーデンに潜む影！)  | 115, 116, 117 | 27 мая 2001 года     | 24 мая 2013 года |
| Офицеры «Барок Воркс» мистер Три и мисс Голденвик получают приказ от Крокодайла. Тем временем Пираты Соломенной шляпы прибывают на Литл-Гарден, остров, населённый доисторическими животными. Напуганные Нами и Усопп остаются на корабле, а остальные идут на поиски провизии. Нами вспоминает, что давным-давно что-то читала про этот остров. | |               |                      |                  |
| 071 | Драка гигантов! Великаны Дорри и Броги! «Дэккай кэтто! Кёдзин Дори то Буроги» (でっかい決闘！巨人ドリーとブロギー)                     | 116, 118      | 3 июня 2001 года     | 27 мая 2013 года |
| Нами и Усопп встречают великана по имени Броги, а Луффи и Виви другого великана, по имени Дорри. Два великана живут на острове вот уже сотню лет, и всякий раз, когда извергается вулкан, они начинают драться, чтобы узнать, кто сильнее, но целых сто лет в этих дуэлях не было победителя. На остров высаживаются мистер Три и мисс Голденвик, которые хотят получить награды за головы этих двух великанов. | |               |                      |                  |
| 072 | Луффи в гневе! Подлая западня прерывает поединок! «Руфи икару! Сэйнару кэтто ни хирэцу вана» (ルフィ怒る！聖なる決闘に卑劣な罠)        | 117, 118, 119 | 17 июня 2001 года    | 29 мая 2013 года |
| Усопп впечатлён упорством двух великанов и решает им подражать, даже назвав Броги своим учителем. После боя, который, как всегда, закончился ничьей, Дорри получает два бочонка вина от своего друга Броги, которые он получил от Нами и Усоппа. Но бочонки взрываются у него во рту, так как в них была заложена взрывчатка Мистером Файвом. Израненный Дорри сперва обвиняет в этом Луффи и нападает на него, и Луффи ничего не остаётся, кроме как драться с ним. Луффи побеждает его, но Дорри всё равно встаёт, даже зная, что его шансы победить Броги малы. | |               |                      |                  |
| 073 | Горькая победа Броги! Исход дуэли эльбафцев «Буроги сёри но гокю! Эрубафу но кэттяку» (ブロギー勝利の号泣！エルバフの決着)             | 119, 120      | 24 июня 2001 года    | 28 мая 2013 года |
| Луффи и Виви пытаются отговорить Дорри от следующего боя, но он всё равно идёт биться с Броги. Дорри, чтобы Луффи не пытался остановить его, придавливает его скалой. Дорри сражается с Броги, но всё равно проигрывает, так как мистер Три вмешивается в битву. Также мистер Три, съевший Дьявольский плод Свеча-Свеча, позволяющий ему управлять сверхтвёрдым воском, захватывает великанов, Зоро и Нами. Появляются мистер Файв и мисс Валентайн, чтобы захватить принцессу, но Луффи и Усопп не могут ничего сделать. | |               |                      |                  |
| 074 | Дьявольские свечи! Слёзы обиды, слёзы злости! «Ма но кяндору! Мунэн но намида то икари но намида» (魔のキャンドル！無念の涙と怒りの涙) | 121, 122      | 15 июля 2001 года    | 30 мая 2013 года |
| После того, как мистер Файв избивает Луффи, он тащит Виви к месту дуэли великанов, а мистер Три продолжает заковывать Броги в воск. Затем мистер Три создаёт из воска большой пьедестал, похожий на торт, куда он ставит закованных в воск Виви, Нами и Зоро. На пьедестале находятся несколько свечей, которые, вращаясь, распыляют воск на пленников и медленно превращают их в восковые фигуры. Затем мистер Три объясняет Броги, что это он вмешался в честную дуэль двух великанов. Кару откапывает Луффи из-под скалы и вместе с ним и Усоппом бежит к пьедесталу, а Зоро хочет освободиться, отрубив себе ноги. | |               |                      |                  |
| 075 | Луффи под гипнозом! Цветная ловушка «Руфи о осоу марёку! Карадзу тораппу» (ルフィを襲う魔力！カラーズトラップ)                         | 123, 124      | 12 августа 2001 года | 31 мая 2013 года |
| Луффи пытается спасти своих друзей, но только делает ещё хуже, ненамеренно ускорив процесс заковывания в воск. Мисс Голденвик постоянно мешает Луффи что-то предпринять, используя свою способность к гипнозу. Если она рисует на Луффи определённую метку, то он начинает испытывать сильные эмоции, мешающие ему действовать, к примеру, Луффи начинает безудержно смеяться или лениться. В конце концов Зоро, Нами и Виви закованы в воск. | |               |                      |                  |
| 076 | Контратака! Смекалка и огненная звезда Усоппа «Идза хангэги! Усоппу но китэн то каэнбоси» (いざ反撃！ウソップの機転と火炎星！)         | 124, 125, 126 | 19 августа 2001 года | 3 июня 2013 года |
| Усопп освобождает Луффи от гипноза, выстрелом спалив его жилетку, на которой была нарисована метка. Луффи опять предпринимает попытку разрушить пьедестал, но ему мешает мистер Три, заковавший себя в восковую броню. Усопп придумывает, как быстро разрушить пьедестал: с помощью Кару он обматывает его верёвкой, а Луффи берёт мистера Три за горящий фитиль, торчащий у него из причёски, и поджигает её, тем самым растапливая воск и освобождая Зоро, Нами и Виви. Вместе друзья сражаются с агентами «Барок Воркс» и побеждают их всех. Тем временем Санджи, гуляющий по джунглям, натыкается на домик, сделанный из воска. Это была база операций мистера Три. Зайдя в него, он получает звонок по улиткофону от Крокодайла. | |               |                      |                  |
| 077 | Прощай, остров великанов! Курс на Алабасту «Сараба кёдзин но сима! Арабасута о мэдзасэ» (さらば巨人の島！アラバスタを目指せ)           | 127, 128, 129 | 19 августа 2001 года | 4 июня 2013 года |
| Догадавшись, что он разговаривает с Крокодайлом, Санджи обманывает его, притворившись мистером Три и сказав ему, что он уже разобрался с Виви и Пиратами Соломенной шляпы. Приходят два шпиона «Барок Воркс», мистер Сёртин и мисс Фрайдей, выдра и стервятник, но Санджи их убивает, сказав в улиткофон, что один из Пиратов Соломенной шляпы был жив. Крокодайл приказывает «мистеру Три» возвращаться в Алабасту, а затем приказывает мистеру Ту убить мистера Три за то, что он сделал ложный отчёт. Санджи подбирает с трупов выдры и стервятника вечный лог-пос, указывающий всегда на Алабасту. Чтобы лог-пос настроился на следующий остров, потребовалось бы год находиться на Литл-Гарден, но в таком случае команда Луффи может отправляться в путь сейчас же. Броги уже начинает скорбеть по своему павшему другу Дорри, но тот приходит в себя. Оказывается, что их оружие сломано. Когда Луффи и остальные отплывают к следующему острову, Дорри и Броги жертвуют своим оружием, чтобы спасти их от гигантской золотой рыбки, которая хотела проглотить корабль. | |               |                      |                  |

### Барабанный остров
| 078 | Нами одолел недуг. Снежная пелена затягивает море «Нами га бёки? Уми ни фуру юки но мукоуни!» (ナミが病気？海に降る雪の向こうに！)            | 129, 130, 131 | 26 августа 2001 года  | 5 июня 2013 года  |
| В начале серии кратко показывается история Дорри и Броги. Сто лет назад, когда Дорри и Броги ещё пиратствовали в морях, они завалили двух крупных властелинов морей. Одна девочка спросила, у кого добыча больше, с тех пор Дорри и Броги постоянно хотят узнать, кто из них сильнее. Тем временем на «Гоинг Мерри» Нами становится плохо: она резко слабеет и у неё повышается температура до 40 градусов. Хотя Виви должна быть в Алабасте как можно скорее, чтобы предотвратить в своём королевстве гражданскую войну, все в команде и Виви сходятся во мнении, что Нами срочно нужно найти врача, ведь без штурмана до Алабасты будет доплыть намного сложнее. | |               |                       |                   |
| 079 | Нападение! «Жестяной Король» и его капитан Вапол! «Кисю! Бурикингу-го то бурики но Вапору» (奇襲！ブリキング号とブリキのワポル)               | 128, 131, 132 | 2 сентября 2001 года  | 6 июня 2013 года  |
| Во время пути команда Луффи сталкивается с пиратским капитаном Ваполом и его командой. Вапол съел Дьявольский плод Хрум-Хрум, позволяющий ему есть любые предметы и превращать их в часть своего тела. После непродолжительной схватки Луффи отправляет Вапола в полёт. Смокер, прослушав разговор по улиткофону между Санджи и Крокодайлом, решает плыть в Алабасту. Команда Соломенной шляпы приплывает на заснеженный остров, где местные жители им совсем не рады. | |               |                       |                   |
| 080 | Остров без единого врача? Приключение в стране без названия! «Ися но инай сима? Намонаки куни но бокэн!» (医者のいない島？名も無き国の冒険！) | 132, 133, 134 | 9 сентября 2001 года  | 11 июня 2013 года |
| Пиратам Соломенной шляпы удаётся убедить жителям Барабанного острова довериться им. Как выяснилось, не так давно на их остров напали пираты Чёрной бороды, поэтому жители скептически относятся к чужестранцам. Все пираты идут в деревню на поиски врача, кроме Зоро и Кару, оставшихся сторожить корабль. Выясняется, что на всём острове есть только один врач — докторина Куреха, живущая на вершине Барабанной скалы, и Луффи с Санджи несут больную Нами к ней, а Виви и Усопп узнают от старосты деревни Долтона правду о Ваполе: он бывший правитель Барабанного острова, который терроризировал жителей острова. Чтобы жители подчинялись ему, он оставил в стране только 20 врачей, которых он держал у себя в замке. Но когда на остров напал Чёрная борода, Вапол сбежал с острова со своими приспешниками и врачами. | |               |                       |                   |
| 081 | «Что, довольны?» Врач, которую называют ведьмой! «Хаппи ка и? Маздё то ёбарэта ися!» (ハッピーかい？魔女と呼ばれた医者！)                     | 134, 135, 136 | 16 сентября 2001 года | 12 июня 2013 года |
| Пока Санджи и Луффи пытаются защитить Нами от лапанов, диких гигантских плотоядных кроликов, Вапол возвращается на остров. Как выясняется, Куреха находится в другой части острова, и друзья с ней разминулись, и Усопп, Виви и Долтон бегут за ней туда, но Долтон, услышав о возвращении Вапола, бежит назад в деревню. | |               |                       |                   |
| 082 | Воля Долтона! Армия Вапола высаживается на остров «Дорутон но какуго! Вапору гундан сима ни дзёрику» (ドルトンの覚悟！ワポル軍団島に上陸)     | 136, 137, 138 | 7 октября 2001 года   | 13 июня 2013 года |
| Долтон пытается противостоять Ваполу, но тяжело ранен его приспешниками. Лапаны спускают лавину, в результате тяжело ранен Санджи. Луффи спасает одного из лапанов, которого завалило снегом, а затем продолжает свой путь. | |               |                       |                   |
| 083 | Заснеженный остров! Вверх по Барабанной Скале! «Юки но суму сима! Дораму рокки о ноборэ!» (雪の住む島！ドラムロッキーを登れ！)                | 138, 139      | 7 октября 2001 года   | 14 июня 2013 года |
| Вапол настигает Луффи, но лапаны в благодарность за спасение своего сородича помогают Луффи, некоторое время сражаясь с Ваполом. Луффи, таща за собой Нами и Санджи, лезет на гору, где живёт докторина Куреха, а Виви, Усопп и Зоро сталкивются с армией Вапола и побеждают их всех, а затем выкапывают Долтона из-под снега. Луффи, получив серьёзное обморожение, залезает на вершину, где их всех принимает докторина. Очнувшись, Нами видит странное существо. | |               |                       |                   |
| 084 | Ездовой олень с синим носом! Секрет Чоппера «Тонакай ва аоппана! Тёппа: но химицу» (トナカイは青っ鼻！チョッパーの秘密)                       | 139, 140      | 21 октября 2001 года  | 17 июня 2013 года |
| Странное существо оказывается оленем с синим носом по имени Тони Тони Чоппер, который съел Дьявольский плод Человек-Человек, придавший ему человекоподобный вид, а также способность говорить и понимать человеческую речь. Кроме того, Чоппер обучался медицине у Курехи и хорошо в ней разбирается. Нами, как оказывается, могла умереть из-за своей болезни, которой она заболела ещё на Литл-Гарден. Нами предлагает Чопперу вступить в команду, но тот говорит, что ему это не нужно. Луффи и Санджи, узнав о способностях Чоппера, также хотят принять его к себе в команду. | |               |                       |                   |
| 085 | Мечта отверженных! Врач-шарлатан Хирурк «Хамидаси моно но юмэ! Ябу ися Хируруку!» (はみだし者の夢！やぶ医者ヒルルク！)                        | 140—143       | 28 октября 2001 года  | 18 июня 2013 года |
| Докторина Куреха рассказывает о печальном прошлом Чоппера. Его ненавидели внутри стада оленей, потому что он родился с синим носом, а когда он съел Дьявольский плод, Чоппера вообще изгнали. Чоппер пытался войти в контакт с людьми, превратившись в форму человека, но его приняли за снежного человека и стали за ним охотиться. Так продолжалось до тех пор, пока Чоппера не спас и не подобрал врач-шарлатан доктор Хирурк. Он рассказал Чопперу о воре, который был неизлечимо болен, но, увидев цветущую сакуру, стал абсолютно здоров. Хирурк лелеял мечту «вылечить эту страну» и проводил исследования, чтобы заставить сакуру зацвести на этом острове. Вместе Чоппер и Хирурк жили достаточно счастливо, даже несмотря на то, что Вапол начал преследовать врачей. | |               |                       |                   |
| 086 | Сакура Хирурка и унаследованная воля! «Хируруку но сакура то укецу га рэюку иси!» (ヒルルクの桜と受け継がれゆく意志！)                        | 141, 143—145  | 4 ноября 2001 года    | 19 июня 2013 года |
| Чоппер жил у Хирурка год, но однажды Хирурк прогнал его. Хирурк был неизлечимо болен и ему оставалось жить недолго, поэтому он, не желая причинять Чопперу боль своей смертью, выгнал его. Он попросил Куреху позаботиться о Чоппере и научить его врачебному делу, а Чоппер, подслушав разговор Курехи и Хирурка, решил спасти своего друга. В энциклопедии Чоппер нашёл гриб, поискав его на острове и едва не погибнув, встретившись со своим стадом. Однако гриб, что нашёл Чоппер, оказался не лекарством, а смертельным ядом. Хирурк, не желая расстраивать Чоппера, сказал ему, что ему уже лучше, а сам пошёл к дворцу Вапола, так как услышал, то двадцатка врачевателей больны. Но они оказались здоровы, а Вапол распустил данный слух, чтобы выманить Хирурка и Куреху. Хирурка хотели расстрелять, но тот подорвал сам себя, чтобы никто не был виновен в его смерти. Чоппер, услышав от Курехи правду о грибе, прибежал за Хирурком, но было уже слишком поздно. Через некоторое время Чоппер пошёл в ученики к Курехе. Тем временем, в настоящее время, Вапол подошёл к своему бывшему замку, где сейчас живут Куреха и Чоппер. | |               |                       |                   |
| 087 | Бой с армией Вапола! Силы плода Хрум-Хрум! «VS Вапору гундан! Баку-баку но ми но норёку!» (VSワポル軍団！バクバクの実の能力！)                | 145—148       | 11 ноября 2001 года   | 20 июня 2013 года |
| Начинается битва между Ваполом и его приспешниками и Луффи, Санджи и Чоппера. Вапол съедает своих приспешников Чесса и Куромаримо, создав тем самым с помощью Дьявольского плода Хрум-Хрум их слияние, Чессмаримо. Бывший король хочет уничтожить знамя доктора Хирурка, стоящее на вершине замка, но Луффи защищает его со словами, что за этим флагом наверняка были чья-то жизнь и мечты. | |               |                       |                   |
| 088 | Дьявольский плод типа «Зоан»! Семь превращений Чоппера «Дзон-кэй акума но ми! Тёппа: нано дан хэнкей» (動物系悪魔の実！チョッパー七段変形)    | 147—150       | 18 ноября 2001 года   | 21 июня 2013 года |
| Чоппер сражается с Чессмаримо, съев боевую пилюлю. У Дьявольского плода типа Зоан, позволяющего превращаться в животное, который съел Чоппер, есть три формы, но, съев боевую пилюлю, он увеличивает количество форм, в которые Чоппер может превращаться, до семи. Используя определённые формы в определённые моменты, Чоппер побеждает Чессмаримо. | |               |                       |                   |
| 089 | Конец самодержавия! Пиратский флаг навсегда «Ококу но сихай овару токи! Синнэн но хата ва эйэн ни» (王国の支配終る時！信念の旗は永遠に)       | 150, 151, 152 | 25 ноября 2001 года   | 24 июня 2013 года |
| Вапол продолжает сражение с Луффи, но в конце концов побеждён. Долтон, хотевший подорвать себя вместе с Ваполом, поднимается на гору вместе с Зоро, Виви и Усоппом, но в этом не необходимости, так как Вапол побеждён. Жители всё ещё боятся Чоппера, но Долтон приказывает им не считать его чудовищем. Чоппер, испугавшись людей и Луффи, убегает. | |               |                       |                   |
| 090 | Сакура Хирурка! Чудо среди Барабанных Скал «Хируруку но сакура! Дораму рокки но кисэки» (ヒルルクの桜！ドラムロッキーの奇跡)                  | 152, 153      | 2 декабря 2001 года   | 25 июня 2013 года |
| Луффи многократно предлагает Чопперу вступить к нему в команду, но тот отказывается, мотивируя это тем, что он — олень с синим носом, и ему не место среди людей. Тем не менее, Луффи всё равно его зовёт, и Чоппер со слезами радости на глазах соглашается. Чоппер объявляет докторине Курехе, что отправляется в плавание вместе с Луффи в качестве судового врача. Докторина принимает это скрепя сердце и с гневом, но, когда Чоппер отплывает, решает сделать ему прощальный подарок. Она с помощью местных жителей и пушек распыляет в воздухе реагент, который сделал Хирурк. Реагент окрашивает снег в розовый цвет и делает снежные хлопья похожими на лепестки сакуры — именно так Хирурк намеревался заставить зацвести сакуру на вечно заснеженном острове и исцелить души людей. | |               |                       |                   |
| 091 | Прощай, Барабанный остров! Я отправляюсь в море! «Саё:нара Дораму сима! Боку ва уми ни дэру!» (さようならドラム島！僕は海へ出る！)            | 142, 154, 155 | 9 декабря 2001 года   | 26 июня 2013 года |
| Луффи и друзья устраивают вечеринку на корабле в честь новичка в команде, Чоппера. Долтон и Куреха видят листовку о розыске Луффи и Куреха замечает у него в имени инициал Д. Куреха говорит, что этот же инициал носил Гол Д. Роджер, которого многие неправильно называют Голдом Роджером. Также она говорит, что «Воля Д.» всё ещё жива, и что Чоппер вступил в действительно сильную команду. Они узнают, что на Барабанном острове был некто, назвавшийся Эйсом, и попросил передать Луффи, что он будет ждать его в Алабасте. Тем временем мистер Ту Бон Клей ищет мистера Три на Литл-Гарден, но не может его найти. | |               |                       |                   |

### Королевство Алабаста
| 092 | Герой Алабасты и судовая балерина «Арабасута но эйю то сэндзё но барэрина» (アラバスタの英雄と船上のバレリーナ)                                                           | 155, 156, 157 | 9 декабря 2001 года   | 27 июня 2013 года    |
| По пути в Алабасту команда Соломенной шляпы случайно встречает мистера Ту Бон Клея. Он не осознаёт, что встретился с теми, на кого охотится «Барок Воркс», и начинает веселиться с ними, попутно демонстрируя силу своего Дьявольского плода Доппель-Доппель, который позволяет превращаться в тех, кого мистер Ту касался. Мистер Ту видит всех членов команды, кроме Санджи. Через некоторое время, когда команда приплывает за мистером Ту, он прощается с ними со словами, что настоящая дружба неподвластна расстоянию. Зоро придумывает контрмеры, чтобы их противник не мог их обмануть, превратившись в одного из них: все в команде привязывают белый кусок ткани на левую руку, в знак того, что они соратники. | |               |                       |                      |
| 093 | Страна среди пустынь! Порошок, призывающий дождь, и повстанцы «Идза сабаку но куни э! Амэ о ёбу кона то ханрангун» (いざ砂漠の国へ！雨を呼ぶ粉と反乱軍)                   | 158           | 16 декабря 2001 года  | 1 июля 2013 года     |
| Корабль причаливает к городу Алабасты Нанохане, чтобы команда могла закупиться провиантом. Луффи отделяется от остальных бежит на поиски еды и встречает подпольного торговца порошком, который вызывает дождь. В Алабасте уже несколько лет стоит сильная засуха, поэтому торговец хотел на нём подзаработать, но порошок запрещён к продаже Мировым правительством. Санджи и Чоппер покупают еду и одежду, чтобы не выделяться среди местных жителей. Чоппер, заблудившись, знакомится с верблюдом, который помогает ему найти дорогу назад. | |               |                       |                      |
| 094 | Встреча сильных! Его зовут Огненный Кулак Эйс «Гокэцутати но сайкай! Яцу но на ва Хикэн но Э:су» (豪傑達の再会！奴の名は火拳のエース)                                     | 157, 158      | 23 декабря 2001 года  | 2 июля 2013 года     |
| Пираты Соломенной шляпы встречают молодого человека в оранжевой шляпе, который спрашивает у местных жителей, не знают ли они, где сейчас Луффи. Чтобы его найти, незнакомец идёт в местный бар. Приходят дозорные во главе со Смокером. Смокер, увидев незнакомца, нападает на него, так как он — Портгас Д. Эйс, пират, капитан второго отряда Пиратов Белой Бороды, одной из сильнейших пиратских команд в мире. Прибегает Луффи, чтобы поесть, но, только принявшись за еду, натыкается на Смокера и убегает. Эйс бежит за Луффи. Луффи и его друзья бегут от дозорных, а Эйс, как оказывается приёмный старший брат Луффи. Эйс съел Дьявольский плод Пламя-Пламя, который позволяет ему превращать своё тело в огонь и управлять им по своему желанию. Пока Пираты Соломенной шляпы убегают, Эйс сражается со Смокером, чтобы его задержать. | |               |                       |                      |
| 095 | Эйс и Луффи! Тёплые воспоминания и братские узы «Э:су то Руфи! Ацуки омои то кёдай но кидзуна» (エースとルフィ！熱き想いと兄弟の絆)                                       | 159           | 6 января 2002 года    | 3 июля 2013 года     |
| Эйс и Смокер сражаются друг с другом, но не могут друг друга победить, так как с помощью их стихий, огня и дыма, они не могут нанести урон друг другу. Эйсу удаётся сбежать и они воссоединяются с Луффи, с радостью вспоминая прошлые дни, когда они вместе жили. Луффи, вернувшись на корабль с Эйсом, где его ждали остальные Пираты Соломенной шляпы, знакомит его со своей командой. Эйс сперва предлагает Луффи вступить в команду Белой Бороды, но, после того, как тот отказывается, рассказывает о том, что он преследует Чёрную Бороду, своего бывшего подчинёного, который совершил самое тяжкое для пирата преступление — убил своего соратника. Эйс планирует найти и наказать Чёрную Бороду за его поступок. Появляется флот «Барок Воркс», но Эйс с лёгкостью его побеждает в одиночку. По утверждению Луффи, даже в детстве, до того, как съесть Дьявольский плод, Луффи ни разу не мог победить Эйса в тренировочных поединках. Виви говорит, что их путь лежит в оазис Юбу, где она может убедить повстанцев прекратить бунт, а Эйс решает какое-то время путешествовать вместе с Луффи, так как там, по слухам, в последний раз видели Чёрную Бороду. | |               |                       |                      |
| 096 | Зелёный город Эрумалу и кун-фу дюгони! «Мидори но мати Эрумару то кунфу дзюгон!» (緑の町エルマルとクンフージュゴン！)                                                     | 159, 160, 161 | 13 января 2002 года   | 4 июля 2013 года     |
| Друзья причаливают в бухте реки и направляются в город Юбу, где обосновались повстанцы. Виви намеревается уговорить их лидера остановиться и рассказать ему правду о Крокодайле и гражданской войне. Им преграждают путь кун-фу дюгони, но Луффи их побеждают. Так как у кун-фу дюгоней принято становиться учениками тех, кто их побеждал, Луффи их какое-то время учит драться, а затем, отдав им часть еды, чтобы те не следовали за ними, Пираты Соломенной шляпы, Виви и Эйс идут в пустыню. Они идут через разрушенный город Эрумалу, бывший оазис, поглощённый пустыней. Виви рассказывает о причинах гражданской войны: порошок танца, который вызывает дождь, вызывает засуху в соседних регионах. Когда в Алабасте началась засуха, в столице Алабасте, Алубарне, достаточно часто шёл дождь. Однако жители, обнаружив обоз с порошком танца, идущий в столицу, восстали и решили свергнуть короля. С помощью порошка «Барок Воркс» подставили невиновного короля и начали гражданскую войну. | |               |                       |                      |
| 097 | Приключения в пустынной стране! Чудовище, обитающее в раскалённых землях «Суна но куни но бо:кэн! Эннэцу но даити ни сугому мамоно» (砂の国の冒険！炎熱の大地に棲む魔物)  | 162 + филлер  | 20 января 2002 года   | 5 июля 2013 года     |
| Путники проходят через множество трудностей, что таит в себе пустыня Алабасты. Когда друзья хотят устроить привал среди скал, их обворовывают птицы сцапли, умело притворяющиеся ранеными. Луффи, гонясь за ними, спасает верблюда от хищного растения. Верблюд оказывается тем самым, который помог Чопперу. Нами даёт верблюду имя Реснички и вместе с Виви едет на нём, так как верблюд из принципа катает только девушек. | |               |                       |                      |
| 098 | Появление песчаных пиратов! Люди, живущие свободой «Сабаку но кайдзокудан тодзё! Дзию ни икиру отокотати» (砂漠の海賊団登場！自由に生きる男達)                            | 162 + филлер  | 27 января 2002 года   | 9 июля 2013 года     |
| Эйс теряется, а Виви и Нами захватывают в плен песчаные пираты. Они хотят съесть Реснички, так как в пустыне нечего есть, но Луффи, разозлившись, ломает их кораблю мачту. Поговорив немного с капитаном, Луффи умудряется найти с ним общий язык. Чтобы починить мачту, капитан песчаных пиратов посылает Луффи и Виви, а также Дзабу и Расу, двух своих подчинённых, на склад за древесиной. Раса ранее знала Виви и почему-то её очень ненавидит. Она попыталась сбросить песчаную лодку с Луффи и Виви в зыбучие пески, но Луффи умудряется вытащить лодку. Как выясняется, король когда-то пообещал, что, если родной город Расы будет в беде, он придёт на помощь. Когда в Алабасте началась сильная засуха, Раса ждала постоянно, но так и не дождалась, пока её не подобрал Барбаросса, капитан песчаных пиратов. Виви извиняется перед Расой за то, что слишком долго не приходила на помощь. | |               |                       |                      |
| 099 | Упрямство самозванцев! Бунтарское сердце Камю! «Нисэмоно но идзи! Кокоро но ханрангун Камю!» (ニセモノの意地！心の反乱軍カミュ！)                                         | Нет (филлер)  | 3 февраля 2002 года   | 10 июля 2013 года    |
| Эйс проникает в небольшой городок, который охраняет отряд повстанцев во главе с Камю. На деле это оказываются самозванцы, которые именем повстанцев распугивают бандитов, а сами они лишь обманывают жителей, чтобы брать у них еду и питьё за «защиту». Эйс, уйдя из деревни и взяв еды в обмен на «помощь» Камю, рассказывает Луффи и остальным о самозванцах. Виви, беспокоясь о судьбе деревни, решает проверить, смогут ли они защитить деревню: Луффи, Зоро, Санджи, Усопп и Чоппер атакуют врата города, а Камю и его отряд вышли за ворота, чтобы сбежать. Тем не менее, Пираты Соломенной шляпы окружают их, и у Камю не остаётся путей к отступлению. Ему ничего не остаётся, кроме как драться не на жизнь, а на смерть, чтобы не обманывать ожидания детей, считавших его героем. Виви считает, что проверка пройдена, и приказывает Луффи и друзьям отступать. | |               |                       |                      |
| 100 | Повстанец Кодза! Мечта, обещанная Виви! «Ханрангун сэнси Кодза! Биби ни тикатта юмэ!» (反乱軍戦士コーザ！ビビに誓った夢！)                                                | 163, 164      | 10 февраля 2002 года  | 11 июля 2013 года    |
| Пираты Соломенной шляпы, Эйс и Виви продолжают путешествие. Виви рассказывает о лидере повстанческой армии: его зовут Кодза и он — друг её детства. Когда Виви и Кодза были маленькими, Кодза принял её в свою Песчаную банду. Виви хотели похитить бандиты, чтобы получить выкуп за принцессу, но Песчаная банда сумела её защитить, а Кодза получил шрам под левым глазом во время драки. Виви и Кодза расстались и не виделись уже несколько лет. | |               |                       |                      |
| 101 | Схватка под палящим солнцем! Эйс против Скорпиона, настоящего мужчины «Ё:эн но кэтто! Э:су тай отоко сукопион» (陽炎の決闘！エースVS男スコーピオン)                       | 159 + филлер  | 17 февраля 2002 года  | 12 июля 2013 года    |
| Охотник за головами по имени Скорпион охотится за Эйсом, чтобы получить за него награду и обеспечить благополучие своих детей. Чтобы заманить Эйса в ловушку, он распустил слухи о том, что в Алабасте находится Чёрная Борода. Он пытается сразиться с Эйсом, но случается так, что Эйс спасает его, в результате чего Скорпион теряет желание сражаться с ним. Узнав, что Чёрной Бороды нет в Алабасте, Эйс покидает группу, на прощание дав Луффи какой-то клочок бумаги. По словам Эйса, этот клочок бумаги поможет им с Луффи встретиться в дальнейшем. | |               |                       |                      |
| 102 | Потерявшиеся в руинах! Виви, соратники и сердце страны «Исэки то майго! Биби то накама то куни но катати» (遺跡と迷子！ビビと仲間と国のかたち)                            | Нет (филлер)  | 24 февраля 2002 года  | 16 июля 2013 года    |
| Луффи наелся галлюциногенных кактусов, и Чоппер и Зоро остались с ним, чтобы привести его в чувство, а Виви, Нами, Реснички, Усопп и Санджи продолжают путь без них. Когда Луффи приходит в себя, он с Чоппером и Зоро ищут остальных. Они случайно попадают в подземную пещеру, где находится большой кубический камень с древними письменами. Впоследствии трое потерявшихся находят остальных с помощью нюха Чоппера. | |               |                       |                      |
| 103 | Сбор вражеского штаба в кафе «Спайдерс» ровно в восемь «Супайда:дзу кафэ ни хатидзи тэки камбу сю:го:» (スパイダーズカフェに８時敵幹部集合)                               | 160—165       | 3 марта 2002 года     | 17 июля 2013 года    |
| Все члены «Барок Воркс» собираются вместе в кафе «Спайдерс», чтобы обсудить планы Крокодайла. Мистер Ван, мисс Даблфингер, мистер Фо, Мисс Мери-Крисмас и мистер Ту Бон Клей направляются в город Рэйн-Бэйз, чтобы встретиться с боссом, мистером Зеро. Тем временем друзья добираются до Эрумалу и Виви встречает там дядю Тото, отца Кодзы, который откапывает источник воды. Юбу, некогда процветавший оазис, засыпало песком, и поэтому повстанцы перенесли свою базу в Каторею, город рядом с Наноханой, то есть на другом конце острова. Дядя Тото умоляет Виви остановить бунт повстанцев. | |               |                       |                      |
| 104 | Луффи против Виви! Слёзная клятва пожертвовать соратниками «Луффи тай Биби. Накама ни какэру намида но тикай» (ルフィVSビビ！仲間に賭ける涙の誓い)                        | 165, 166      | 10 марта 2002 года    | 18 июля 2013 года    |
| В казино Рэйн-Диннерс офицеры «Барок Воркс» встречаются с мистером Зеро и впервые узнают, что это Крокодайл. Крокодайл говорит, что офицерам предстоит захватить Алабасту. Мистер Три, прибывший к Крокодайлу, говорит, что Пираты Соломенной шляпы всё ещё живы, и Крокодайл в наказание за его провал обезвоживает его с помощью силы своего Дьявольского плода Песок-Песок, позволяющего ему управлять песком, а затем бросает его на съедение бананокрокам, гигантским крокодилам с отростками в форме банана. Мисс Олл-Сандей говорит, что будет подстрекать повстанцев убивать своих соотечественников. Тем временем, Луффи и его соратники направляются в Каторею. Луффи объявляет, что будет сражаться с Крокодайлом, и называет план Виви наивным, поскольку стремление Виви спасти всех и сразу ни к чему не приведёт. Какое-то время Виви и Луффи дерутся, и Виви говорит, что будет рисковать своей жизнью, на что Луффи ей отвечает, что она должна рискнуть и жизнями членов его команды, ведь они — соратники. | |               |                       |                      |
| 105 | На передовой Алабасты! Город грёз Рэйн-Бэйз «Арабаста сэнсэн! Юмэ но мати Рэйнбэ:су» (アラバスタ戦線！夢の町レインベース)                                                 | 167, 168      | 17 марта 2002 года    | 19 июля 2013 года    |
| Король Нефертари Кобра, отец Виви, получив от Кару послание от Виви, узнаёт правду о Крокодайле, и отдаёт приказ войскам идти на Рэйн-Бэйз, где живёт истинный виновник кровопролития. Пираты Соломенной шляпы прибывают в Рэйн-Бэйз, но их застают врасплох Смокер и Тасиги с отрядом дозорных, ожидавшие их в городе. Все Пираты Соломенной шляпы, кроме Санджи, Виви и Чоппера, убегая от Смокера, направляются в сторону Рэйн-Диннерс, казино, хозяином которого является Крокодайл. | |               |                       |                      |
| 106 | Ловушка захлопнулась! Вторжение в Рэйн-Диннерс «Дзэттай дзэцумэй но вана! Рэйн-Дина:дзу тоцуню:» (絶体絶命の罠！レインディナーズ突入)                                     | 169, 170      | 24 марта 2002 года    | 5 августа 2013 года  |
| Луффи, Зоро, Нами, Усопп и Смокер, забежав в Рэйн-Диннерс, оказываются в ловушке у Крокодайла. Виви встречается с Пеллом, одним из сильнейших воинов короля, съевший Дьявольский плод Птица-Птица, модель «Сокол», позволяющий ему превращаться в сокола. Мисс Олл-Сандей смертельно ранит Пелла, пытавшегося защитить принцессу, и силой приводит Виви к Крокодайлу. | |               |                       |                      |
| 107 | Начало операции «Утопия»! Выступление повстанцев «Ю:топиа сакусэн хацудо:! Угокидасита ханран» (ユートピア作戦発動！動き出した反乱)                                       | 171, 172      | 14 апреля 2002 года   | 6 августа 2013 года  |
| Крокодайл объясняет свой план, который он назвал «Утопией». Офицеры «Барок Воркс» похищают короля, а мистер Ту, превратившись в короля Алабасты, провоцирует людей, доверявших королю, потерять к нему доверие, и напасть на Алубарну. Королевским стражам ничего не остаётся, кроме как защищать дворец. | |               |                       |                      |
| 108 | Ужасные бананокроки и мистер Принц «Кё:фу но бананавани то Миста: Пуринсу» (恐怖のバナナワニとミスタープリンス)                                                           | 172, 173, 174 | 21 апреля 2002 года   | 7 августа 2013 года  |
| Кодза и повстанцы идут на Алубарну, а Чака, капитан королевской стражи, приказывает солдатам готовиться к бою. Тем временем Крокодайл продолжает издеваться над Виви, «случайно» оборонив ключ от клетки, где сидят Луффи и его товарищи, в аквариум с бананокроками, где один из них проглатывает его. Он покидает Рэйн-Диннерс, напоследок сказав, что через час вода полностью затопит казино. Перед уходом Крокодайл получает звонок по улиткофону от Санджи, который представляется, как «мистер Принц». Прибывшие Санджи помогает Виви освободить друзей, а Чоппер отвлекает Крокодайла. | |               |                       |                      |
| 109 | Рокировка и ключ к побегу! Свеча-Свечной шар! «Гякутэн Дайдассюцу э-но каги! Дору-Дору бо:ру» (逆転大脱出への鍵！ドルドルボール！)                                        | 175, 176      | 28 апреля 2002 года   | 8 августа 2013 года  |
| Пока Крокодайл гонится за Чоппером, Санджи проникает в казино. По словам Крокодайла, ключ, брошенный к бананокрокам, не настоящий, а настоящий всё это время был у него с собой. Один из бананокроков выплёвывает шар из воска, внутри которого находится выживший мистер Три, в последний момент, перед тем, как быть проглоченным, создававшим вокруг себя восковую оболочку. Санджи заставляет мистера Три сделать из воска ключ и открыть дверь клетки. Перед тем, как казино затапливает, Луффи просит Зоро спасти Смокера, так как тот, съев Дьявольский плод, не может плавать. Смокер удивлён таким решением Луффи и решает отпустить его на этот раз. | |               |                       |                      |
| 110 | Пощады не будет, смертельная битва! Луффи против Крокодайла «Насакэ муё: но сито:! Луффи тай Крокодайл» (情無用の死闘！ルフィVSクロコダイル)                              | 176, 177, 178 | 5 мая 2002 года       | 9 августа 2013 года  |
| Чоппер приводит гигантского краба, на котором друзья покидают Рэйн-Бэйз, но их настигает Крокодайл. Луффи остаётся, чтобы его задержать. Он несколько раз наносит удары Крокодайлу, но бесполезно, так как он превращается в песок и за счёт этого практически неуязвим. Наконец, Крокодайлу надоедает драться с Луффи, и он пронзает насквозь его своим крюком на руке. | |               |                       |                      |
| 111 | Бегом навстречу чуду! Животный мир Алабасты «Кисэки э-но сиссо:! Арабасута до:буцу рандо» (奇跡への疾走！アラバスタ動物ランド)                                            | 179, 180      | 12 мая 2002 года      | 12 августа 2013 года |
| Когда Крокодайл пронзает Луффи, из его фляги вытекает вода, и Луффи удаётся из последних сил схватить Крокодайла. Крокодайл бросает полуживого Луффи в зыбучие пески. Тем временем остальные Пираты Соломенной шляпы на крабе достигли реки, но, так как краб сухопутный, то им приходится перебираться через реку вплавь. На них нападает гигантский речной монстр, но кун-фу дюгони, помня о своём долге Луффи, спасают друзей и помогают им добраться до противоположного берега. Чтобы доставить друзей в Алубарну, прибегает Кару с отрядом супер-крякв. Луффи умирает в песках, но его достаёт мисс Олл-Сандей, настоящее имя которой — Нико Робин. Робин спрашивает Луффи, почему люди с инициалом Д. в имени так отчаянно борются за свои идеалы, но Луффи не даёт ответа. Приходит израненный Пелл. Он хочет напасть на Робин, но та не намерена сражаться и говорит Пеллу позаботиться о Луффи. | |               |                       |                      |
| 112 | Королевское войско против войска повстанцев! Поле решающей битвы — Алубарна! «Ханрангун тай Кокуо:гун! Кэссэн ва Аруба:на» (反乱軍VS国王軍！決戦はアルバーナ！)           | 180—183       | 19 мая 2002 года      | 13 августа 2013 года |
| Пелл решает привести к Луффи врача. Чтобы обмануть офицеров «Барок Воркс», Пираты Соломенной шляпы и Реснички разделяются и отвлекают их внимание, а Виви пытается привлечь внимание повстанцев, но ей это не удаётся, так как агенты «Барок Воркс», проникшие в ряды стражников, начинают пальбу из пушек по повстанцам, ещё сильнее их раззадорив. Приезжает Усопп на лошади и предлагает Виви ехать с ним, но, когда Виви просит его показать крест, нарисованный под повязкой на левой руке, для проверки, Усопп оказывается мистером Ту. | |               |                       |                      |
| 113 | Стон над Алубарной! Битва капитана Кару! «Нагэки но Аруба:на! Гэкито: Кару: тайтё:» (嘆きのアルバーナ！激闘カルー隊長！)                                                  | 182, 183, 184 | 2 июня 2002 года      | 14 августа 2013 года |
| Санджи, встретившись с побеждённым Усоппом, понимает, что мистер Ту его победил, и что Виви в опасности. Он говорит Усоппу идти к юго-восточным вратам, чтобы помочь Чопперу. Чоппер сражается у юго-восточных ворот с громилой мистером Фо, который отбивает бейсбольной битой бомбы-мячи, испускаемые его ружьём, съевшим Дьявольский плод Собака-Собака, модель: Такса, и с мисс Мери-Крисмас, съевшей Дьявольский плод Копай-Копай, давший ей способность превращаться в крота и с огромной скоростью копать под землёй. Мистер Ту пытается убить Виви, но израненный Кару уносит её на себе. Бригада супер-крякв уносит потерявшего сознание Кару, а Санджи начинает бой с мистером Ту, чтобы Виви могла убежать и предотвратить бойню в Алубарне. Зоро и Нами сталкиваются с мистером Ваном и мисс Даблфингер. | |               |                       |                      |
| 114 | Клятва, посвящённая мечте соратников! Сражение на кротовьем холме, 4-й квартал «Накама но юмэ ни тикау! Кэтто: могурадзука ёнбангай» (仲間の夢に誓う！決闘モグラ塚４番街) | 184, 185, 186 | 9 июня 2002 года      | 15 августа 2013 года |
| Усопп и Чоппер с большим трудом сражаются с мисс Мери-Крисмас и мистером Фо. Собака-ружьё Лассо чихает бомбами, а мистер Фо их отбивает, появляясь из нор, выкопанных мисс Мери-Крисмас. Чоппер догадывается направить Лассо в нору, чтобы он подорвал систему туннелей и задел обоих офицеров «Барок Воркс». | |               |                       |                      |
| 115 | Грандиозное представление! Доппель-Доппель монтаж! «Хондзицу дайко:кай! Манэ-Манэ монта:дзю!» (本日大公開！マネマネモンタージュ！)                                        | 186, 187, 188 | 16 июня 2002 года     | 16 августа 2013 года |
| Серьёзно израненным Усоппу и Чопперу всё же удаётся победить мистера Фо и мисс Мери-Крисмас. Тем временем мистер Ту Бон Клей сражается с Санджи, но силы оказываются равны. Мистер Ту обнаруживает слабость Санджи перед девушками, поэтому он превращается в Нами, чтобы Санджи не смог его ударить. | |               |                       |                      |
| 116 | Превращение в Нами! Град ударов балетного кэмпо Бон Клея «Томо ни хэнсин! Бон Курэ: рэмпацу барэ: кэмпо:» (友に変身！ボンクレ－連発バレエ拳法)                            | 188, 189, 190 | 23 июня 2002 года     | 19 августа 2013 года |
| Санджи, обнаружив, что мистер Ту не может атаковать, когда он превращается в Нами, побеждает его. Виви прибегает к Чаке и приказывает ему взорвать королевский дворец, чтобы привлечь внимание солдат и повстанцев и чтобы она могла рассказать всем правду о том, что война подстроена. Но плану Виви не суждено было сбыться: появляется Крокодайл, взявший в заложники короля Кобру. | |               |                       |                      |
| 117 | Нами предупреждает об урагане! Взрыв погодного посоха «Нами но сэмпу: тю:ихо:! Курима такуто сакурэцу» (ナミの旋風注意報！クリマタクト炸裂)                               | 190, 191, 192 | 30 июня 2002 года     | 20 августа 2013 года |
| Происходит битва между Нами и мисс Даблфингер, съевшей плод Шип-Шип, с помощью которого она может создавать шипы из любой части своего тела. Нами использует погодный посох, новое оружие, которое сделал для неё Усопп. Погодный посох позволяет управлять погодными явлениями. Тем временем Крокодайл спрашивает у короля Кобры, где находится древнее оружие Плутон. | |               |                       |                      |
| 118 | Секрет королевской династии! Древнее оружие Плутон «О:кэ ни цутавару химицу! Кодай хэйки Пурутон» (王家に伝わる秘密！古代兵器プルトン)                                    | 192, 193      | 14 июля 2002 года     | 21 августа 2013 года |
| Плутон оказывается изначальной целью Крокодайла. Из поколения в поколение среди монархов Алабасты передавалось знание о нём, но Кобра не знает, где он находится, и даже сомневается в его существовании. Тогда Крокодайл велит Кобре отвести его к понеглифу, камню, где якобы должно быть записано местоположение Плутона. Нами добивает мисс Даблфингер сильнейшей атакой погодного посоха — «Прогноз: Смерч». | |               |                       |                      |
| 119 | Секрет величия меча! Сила, рассекающая сталь, и дыхание всего сущего «Го:кэн но гокуи! Ко:тэцу о киру тикара то моно но кокю:» (豪剣の極意！鋼鉄を斬る力と物の呼吸)       | 194, 195      | 21 июля 2002 года     | 22 августа 2013 года |
| Противником Зоро является мистер Ван, съевший плод Секи-Секи, благодаря которому мистер Ван может превращать любую часть своего тела в лезвие. Зоро долго не удаётся его победить, так как он не может рубить сталь. Вспомнив уроки своего учителя, Зоро, сосредоточившись, понимает, как рубить сталь, и смертельно ранит мистера Вана одним ударом. | |               |                       |                      |
| 120 | Битва окончена! Кодза поднимает белый флаг «Татакай ва оватта! Ко:дза га какагэта сирой хата» (戦いは終わった！コーザが掲げた白い旗)                                      | 196, 197      | 4 августа 2002 года   | 23 августа 2013 года |
| Крокодайл объявляет, что в Алубарне заложена бомба замедленного действия, которая уничтожит и повстанцев, и королевские войска. Появляется отряд Разящих когтей, элитных воинов короля. Они выпили воду силачей, которая увеличивает силу до максимума, но убивает человека через несколько минут. Разящие когти пытаются напасть на него, но погибают. Виви удаётся рассказать Кодзе правду, и тот пытается рассказать всё повстанцам, но в него стреляет агент «Барок Воркс», замаскированный под королевского солдата. | |               |                       |                      |
| 121 | Голос Виви! Герой спускается с небес! «Биби но коэ но юкуэ! Эйю: ва майорита!» (ビビの声の行方！英雄は舞い降りた！)                                                       | 198, 199      | 11 августа 2002 года  | 26 августа 2013 года |
| Сражение продолжается, несмотря на призывы Кодзы и Виви. Крокодайл уже собирается прикончить Виви, сбросив её с дворца, но её подхватывает Пелл, принёсший Луффи с бочонком воды. Луффи начинает бой с Крокодайлом. Ему удаётся несколько раз его ударить, смочив песок Крокодайла водой. | |               |                       |                      |
| 122 | Песчаный крокодил и водяной Луффи! Второй раунд поединка «Суна-Вани то Мидзу-Руфи! Кэтто: дайни раундо» (砂ワニと水ルフィ！決闘第２ラウンド)                              | 200, 201      | 18 августа 2002 года  | 27 августа 2013 года |
| Выясняется, что Луффи, когда Крокодайл пронзил его крюком на руке и пробил его флягу с водой, обнаружил его слабое место: Крокодайл не может использовать силу Дьявольского плода, если смочить его водой. Виви с остальными Пиратами Соломенной шляпы пытаются найти бомбу, которая должна взорваться в Алубарне. Луффи, использующему воду, ещё несколько раз удаётся ударить Крокодайла, но Крокодайлу всё равно на этот раз удаётся пересилить его. Нико Робин заставляет короля Кобру отвести её в гробницу, где спрятан понеглиф. | |               |                       |                      |
| 123 | Запахло крокодилом! Луффи, беги к королевской гробнице! «Ваниппой! О:кэ но хака э хасирэ, Руфи!» (ワニっぽい！王家の墓へ走れルフィ！)                                     | 202, 203      | 25 августа 2002 года  | 28 августа 2013 года |
| Крокодайл следует за Робин в гробницу и приказывает ей прочесть понеглиф. По словам Робин, на понеглифе написана только история Алабасты и ни слова об оружии Плутон. Тем не менее, Крокодайл понимает, что она лжёт, и тяжело ранит Робин. Луффи, оправившись после схватки с Крокодайлом, бежит за ним в гробницу. | |               |                       |                      |
| 124 | Надвигается катастрофа! Секретная база Песчаной банды «Акуму но токи сэмару! Коко ва сунасунадан химицу кити» (悪夢の時迫る！ここは砂砂団秘密基地)                        | 204, 205      | 1 сентября 2002 года  | 29 августа 2013 года |
| Когда Пираты Соломенной шляпы ищут бомбу, Виви предполагает, где агенты «Барок Воркс» могли её спрятать. Луффи добирается до гробницы, где находятся Крокодайл и израненные король Кобра и Робин. Крокодайл взбешён тем фактом, что Луффи всё ещё жив. Луффи успешно бьёт Крокодайла, к его удивлению, даже без бочки с водой. Оказывается, Луффи вместо воды использует свою кровь, которая течёт из ран. | |               |                       |                      |
| 125 | Исполинские крылья! Имя мне Пелл, дух-хранитель Алабасты «Идайнару цубаса! Вага на ва Коку но сюгосин Пэру» (偉大なる翼！我が名は国の守護神ペル)                          | 206, 207, 208 | 8 сентября 2002 года  | 30 августа 2013 года |
| Виви и остальные добираются до часовой башни, где спрятана бомба, но им мешают мистер Севен и мисс Фазерсдей. Обезвредить бомбу оказывается невозможным, поэтому Пелл, превратившись в ястреба, жертвует собой во имя Алабасты, подняв бомбу в небо. Когда таймер истекает и бомба взрывается, взрыв никого не задевает. | |               |                       |                      |
| 126 | Я превзойду тебя! В Алабасте идёт дождь! «Коэтэюку! Арабасута ни амэ га фуру!» (越えていく！アラバスタに雨が降る！)                                                       | 208, 209, 210 | 15 сентября 2002 года | 2 сентября 2013 года |
| Когда бомба взрывается, битва прекращается на короткое время, но затем продолжается снова. Виви, отчаявшись, кричит с башни жителям Алабасты, чтобы они прекратили бойню, но её никто не слышит. Пираты Соломенной шляпы пытаются сделать всё возможное, чтобы битва была прекращена. Тем временем, в королевской гробнице, Луффи чуть не погибает от ран, однако, к злости Крокодайла, объявляет, что не проиграет и что станет Королём пиратов. Крокодайл пытается добить Луффи, но тот выбивает его из гробницы, пробив потолок, выбросив его прямо над Алубарной. Когда Крокодайл оказывается побеждё, начинается дождь, из-за чего повстанцы и королевские войска прекращают бой. | |               |                       |                      |
| 127 | Прощай, оружие! Пираты и несбывшаяся справедливость «Хэйки ё сараба! Кайдзоку то икуцука но сэйги» (武器よさらば！海賊といくつかの正義)                                   | 211, 212      | 6 октября 2002 года   | 3 сентября 2013 года |
| Сперва повстанцы не верят словам Виви, что война окончена, и всё ещё злятся на короля Кобру за то, что он якобы напал на Нанохану, но мальчик, видевший, как мистер Ту превращался в короля, подтверждает её слова, и людям приходится поверить. Луффи и его команда направляются во дворец, чтобы отдохнуть и восстановить силы. Крокодайла лишают звания одного из семи Великих корсаров и арестовывают дозорные. Всех офицеров «Барок Воркс» также арестовывают, кроме мистера Ту, которому удаётся сбежать. Мировое правительство, не желая выпускать на свет информацию о том, что пираты, а не дозорные, спасли Алабасту, присваивает этот подвиг Смокеру и Тасиги. | |               |                       |                      |
| 128 | Пиратский пир и план побега из Алабасты! «Кайдзокутати но эн то Арабасута дассюцу сакусэн!» (海賊たちの宴とアラバスタ脱出作戦！)                                          | 213, 214      | 6 октября 2002 года   | 4 сентября 2013 года |
| Луффи и остальные празднуют победу во дворце, и король Кобра делает всё возможное, чтобы отблагодарить Пиратов Соломенной шляпы за спасение его страны и его дочери Виви. Виви размышляет, остаться ли ей в Алабасте или в команде Луффи. Мировое правительство повышает награду за голову Луффи до 100 000 000 белли и назначает награду в 60 000 000 белли за поимку Зоро, так как их команда смогла одолеть одного из семи Великих корсаров. Так как у дозорных появляется информация, что Луффи во дворце, команде приходится уходить из Алубарны. Дозорные хотят захватить корабль «Гоинг Мерри», но им, неожиданно, мешает это сделать мистер Ту. Сначала Луффи и остальные не доверяют мистеру Ту, но, узнав, что после поражения Крокодайла им нет смысла враждовать, Луффи проникается к нему доверием. | |               |                       |                      |
| 129 | Всё началось в тот день! Виви рассказывает о своих приключениях! «Хадзимари ва ано хи! Биби га катару бо:кэндан» (始まりはあの日！ビビが語る冒険譚)                       | 215, 216      | 20 октября 2002 года  | 5 сентября 2013 года |
| В конце концов, Виви решает остаться в Алабасте, чтобы заботиться о своём народе. Она выбегает к берегу, чтобы проводить своих друзей в плавание. Появляются корабли дозорных, но мистер Ту Бон Клей, желая доказать свою дружбу с Луффи, вступает с дозорными в бой, чтобы задержать их, однако они его арестовывают. Виви кричит Луффи на прощание, считает ли он её всё ещё своей соратницей, на что команда, не желая выдавать дозорным информацию о её связи с ними, просто молча снимает белые повязки с рук и поднимают их, чтобы показать кресты, нарисованные на руках. | |               |                       |                      |
| 130 | Опасный аромат! Седьмая — Нико Робин! «Кикэнна каори! Нананинмэ ва Нико Робин!» (危険な香り！七人目はニコ・ロビン！)                                                      | 217, 218      | 27 октября 2002 года  | 6 сентября 2013 года |
| Дозорным опять не удаётся поймать Пиратов Соломенной шляпы. На корабле появляется Нико Робин, которая смогла сбежать от дозорных. Она просит Луффи позволить ей присоединиться к его команде, поскольку Луффи спас её, когда она была ранена Крокодайлом. Она подтверждает, что она лгала Крокодайлу о том, что на понеглифе не было информации о Плутоне, поскольку она не хотела, чтобы Плутон попал к нему в руки. Также открываются её намерения: она, как археолог, хочет найти Рио-Понеглиф, понеглиф, где записана «истинная история». Сперва друзья ей не особенно доверяют, но потом позволяют ей присоединиться к команде. Тем временем в Алабасте оказывается, что Пелл выжил после взрыва. | |               |                       |                      |